# Chó Telomian
Chó Telomian là giống chó nhà bản địa của Malaysia. Chúng thuộc nhóm chó giữ nhà.

## Tổng quan
Chúng là các con chó trông nhà cho thổ dân Aborigines trong các vùng rừng nhiệt đới Malaysia. Chúng sinh hoạt trong các bản làng, sống nhờ vào thức ăn thừa và săn đuổi rắn rết và các con vật gây hại khác. Trên vùng rừng núi hầu như khó có người đặt chân đến của đảo Borneo có tộc người Puman sinh sống du mục, giống chó này cũng được họ nuôi làm chó săn và chó dẫn đường. Một đặc điểm của giống chó này là không sủa. Chúng gầm gừ hay hú lên khi bắt gặp thú rừng để thông báo cho chủ nhân.
Năm 1963 nhà động vật học người Mỹ, Dr. Orville Elliot, đã đem các chú chó này về Mỹ và tiến hành lai tạo ban đầu trong điều kiện phòng thí nghiệm. Năm 1970, với sự hỗ trợ của cô trợ lý nghiên cứu Audrey Palumbo, các chú chó Telomian được giới thiệu với công chúng và từ đó họ đã thành lập Telomian Dog Club of Amerika. Chúng có nhiều nét tương đồng với các loài chó Canaan, chó Carolina, Dingo và chó biết hát New Guinea.

## Đặc Điểm
Chó Telomian là giống chó nhỏ, có thân hình cân đối, có cơ bắp khá phát triển, cơ thể nhanh nhẹn, có nét hơi giống chó Basenji.Giống chó này khi trưởng thành có chiều cao từ 40 – 46 cm, cân nặng khoảng từ 10 – 14 kg. Chó Telomian sở hữu bộ lông ngắn, mịn, mượt mà ôm sát cơ thể.Màu sắc lông rất đa dạng từ màu trắng, vàng, đen, nâu vàng hay nhiều màu.
Đầu khá cân đối với cơ thể, trán có một vài nếp nhăn, đôi mắt hình quả hạnh và rất linh động, mũi khá to và có màu đen, miệng hơi vuông, tai khá lớn có hình tam giác, luôn dựng đứng phía trên đỉnh đầu. Lưng thẳng cùng chân dài rất săn chắc và mạnh mẽ giúp chó Telomian dễ dàng leo núi, trèo cây và đuổi theo mục tiêu khi săn bắn. Đuôi dài, thường cong trên lưng. Chó Telomian thường không sủa, nhưng chúng sẽ gầm gừ hoặc tru lên để cảnh báo.

## Tính nết
Chó Telomian là giống chó có trực giác rất tốt trong việc cảm nhận nguy hiểm cùng tinh thần cảnh giác cao độ nên luôn cảnh báo cho chủ nhân khi có nguy hiểm. Do đó đây một con chó canh nhà gác cửa rất lý tưởng. Chó Telomian sở hữu kỹ năng leo trèo tuyệt vời nên chúng có khả năng kiểm soát chân rất tốt, có thể giữ đồ chơi, thức ăn và mở cửa. Là giống chó săn bắn nên chúng dễ đuổi theo bất kỳ sinh vật nào chạy xung quanh mình. Nên nếu bạn nuôi một chú chú Telomian thì không nên nuôi thêm bất kỳ vật nuôi nhỏ như chuột hamster, sóc,… nếu không chúng sẽ xem đó như con mồi và sẽ tìm cách để bắt được mục tiêu.
Do đó, bạn nên huấn luyện chó Telomian ngay từ nhỏ thì với sự thông minh, ham học hỏi của mình, cũng như sự vâng lời, lòng trung thành và mong muốn làm hài lòng chủ nhân của mình, chúng sẽ học cách sống hòa thuận với mọi người và các vật nuôi khác. Hơn nữa, chúng có thể là bạn chơi đùa tuyệt vời cho những thành viên nhí trong gia đình. Tuổi thọ trung bình của chó Telomian khoảng từ 12 – 15 năm. Do sinh trưởng trong môi trường khắc nghiệt của rừng rậm Malaysia nên để thích nghi được thì giống chó này có sức khỏe rất tốt, chúng ít khi bị bệnh nếu có thường là về xương khớp. Do đó trong quá trình chăm sóc và nuôi dưỡng, cũng nên cho chúng kiểm tra sức khỏe định kỳ để sớm phát hiện và chữa trị bệnh kịp thời (nếu có).
Giống chó Telomian có khả năng thích nghi với các môi trường sống khác nhau như chung cư hay nhà có sân vườn. Với tính hiếu động của mình, tốt nhất bạn vẫn là cho chúng sống ở nơi không gian rộng rãi, thoáng đãng nên có một mảnh sân cho chúng hoạt động hoặc bạn thường xuyên dắt chúng đi dạo công viên. Nơi ở của chúng cần thoáng mát, không quá lạnh và sạch sẽ, để chúng phát triển khỏe mạnh.